# Adde Laurin
Adde Laurin, född 3 september 1910 i Stockholm, död 28 januari 1989 i München, var en svensk ingenjör. Han beskrivs som en pionjär inom svensk samhällsplanering.
Laurin, som var son till redaktör Adolf Laurin och hans maka Elvira Landgren, avlade studentexamen i Linköping 1929 och utexaminerades från Kungliga Tekniska högskolan 1933. Han var anställd vid Stockholms stads gatukontor 1934, vid Göteborgs spårvägar 1934–1935, vid Göteborgs stads stadsplanekontor från 1935 och avancerade till chef för trafikavdelningen där. Han utförde utredningar för bland annat vägnät och övriga trafikspörsmål i regionplanen för Göteborg med omgivningar, biltrafikräkning i Göteborg, Borås och Helsingborg, spårvägstrafikräkning i Göteborg, Jönköping och Helsingborg, kalkyler för samt förslag till buss- resp. spårvägslinjenät i Karlskoga, Örebro, Eskilstuna och Helsingborg. Han utförde även teoretiska undersökningar av bland annat restider och reskostnader för stadsbyggnadsinstitutet vid Kungliga Tekniska högskolan. År 1954 flyttade han till USA, där han arbetade med kommunal trafikplanering i Detroit, i San Juan på Puerto Rico och i Cupertino i Kalifornien.